# Toni’s Zoo
Toni’s Zoo ist ein Tierpark im Ortsteil Holzhüsern (Bertiswil) der Gemeinde Rothenburg im Kanton Luzern.
Er wurde 1995 von Toni Röösli gegründet. Auf einer Gesamtfläche von 20'000 m² werden 480 Tiere aus 96 Arten gehalten. Sie decken ein breites Spektrum ab: So hat es viele Reptilien und Vögel, aber auch Säugetiere aus diversen Gattungen. Ein Teil der Tiere ist in einem begehbaren Tropenhaus untergebracht. Zu den Attraktionen gehören zwei zahme Geparde, die ihrem Besitzer aus der Hand fressen. Doch gerade dieses Aushängeschild des Tierparks stand in der Vergangenheit des Öfteren in der Kritik der Tierschützer. Sie monierten auf Grund einer Besichtigung aus dem im Jahr 2010, dass die Gehege der Wildkatzen zu klein und die Haltung nicht artgerecht sei. Inzwischen wurden diesbezüglich Anpassungen vorgenommen.
Toni’s Zoo ist nach dem Natur- und Tierpark Goldau der zweitgrösste Tierpark der Zentralschweiz.